# Sheikh Helal Uddin
Sheikh Helal Uddin, né le 1er janvier 1961 à Dacca au Pakistan oriental (aujourd'hui le Bangladesh), est un politicien bangladais, membre de la Ligue Awami du Bangladesh et député de Bagerhat-1.

## Jeunesse
Sheikh Helal est né le 1er janvier 1961. Il a étudié jusqu'au H.S.C. (Higher Secondary Certificate) ou jusqu'en 12e année. Son père, Sheikh Abu Naser, était le frère cadet de Sheikh Mujibur Rahman, le père fondateur de la nation et premier président du Bangladesh, qui a été tué dans un coup d'état militaire le 15 août 1975. Il est le cousin du Premier ministre du Bangladesh Sheikh Hasina.

## Carrière
Le rassemblement électoral de Sheikh Helal à l'upazila de Mollahat en 2001 a été bombardé par des membres du Harkat-ul-Jihad al-Islami, un groupe armé islamiste pakistanais ayant des ramifications au Bangladesh. Il a été élu au Parlement à partir de Bagerhat-1 en 1996 lors d'une élection partielle après que le Premier ministre Sheikh Hasina eut démissionné de son poste. Il a été réélu en 2001 toujours pour le district de Bagerhat-1. En 2008, Sheikh Hasina a remporté les élections de Bagerhat-1, Rangpur-6 et Gopalganj-3 mais a quitté Bagerhat-1 et Rangpur-6. Helal a remporté les élections de Bagerhat-1 en avril 2009 sans opposition, les deux autres candidats ayant été disqualifiés par la Commission électorale du Bangladesh. Il a été réélu à Bagerhat-1 en 2014,.

## Vie privée
Le fils de Sheikh Helal, Sheikh Sharhan Naser Tonmoy (Sheikh Tonmoy), est un politicien de la Ligue Awami du Bangladesh et est nouveau membre du Parlement depuis qu'il a été élu à Bagerhat-2 aux élections de 2018,. Il est marié à Rupa Chowdhury. Son frère, Sheikh Salahuddin Jewel, est le député du district de Khulnâ-2.
Le 9 mai 2010, un tribunal de Dacca a envoyé hier le Sheikh Helal et son épouse Rupa Chowdhury en prison dans une affaire de greffe dans laquelle les deux ont été jugés par contumace, déclarés coupables et condamnés. Helal a également été arrêté dans une affaire d'extorsion de fonds.